# Ulmyeon

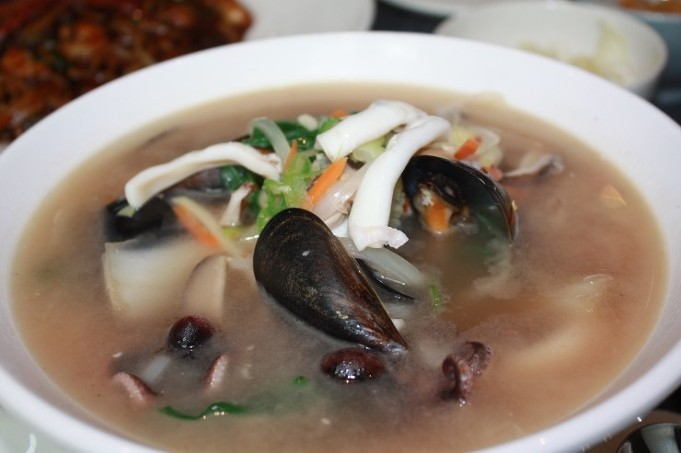
Ulmyeon

El ulmyeon (hangul: 울면) es un plato chino-coreano consistente en fideos, verduras (incluyendo setas shiitake, champiñón de París y zanahoria), huevo y marisco (incluyendo pepino de mar, gamba y calamar o sepia) en un caldo parecido a un chowder que se espesa con maicena. Procede de un plato chino llamado wēnlŭmiàn (溫滷麵).
Una variante de este plato es el samseon ulmyeon (삼선울면).